# Luis Moncín
Luis Antonio Moncín (Barcelona ¿? - Madrid, 1801), dramaturgo y comediógrafo español.
Era hijo de un apuntador y una actriz. En 1756 se casó con Victoria Cid, también actriz. Él mismo trabajó como apuntador (en 1767 lo era en una compañía de Madrid) y también como actor (en 1779 era segundo galán de una compañía de Cádiz). En 1768 escribió la que se considera su primera obra teatral, Perder por su tiranía reino, esposa y libertad) y en 1777 estrenó un sainete, Casarse con su enemigo, y dos comedias, El padre avariento y Lograr el mayor imperio. Utilizaba el pseudónimo Paulino Monthesinos Cijon. En 1784 marcha de Cádiz a Madrid y en 1788 polemizó con Cándido María Trigueros por las duras críticas y acusaciones de éste contra los actores; aparecieron también algunos escritos anónimos donde se le acusaba de plagiario. En efecto, muchas obras suyas están inspiradas en obras extranjeras, como ha demostrado Francisco Lafarga, sobre todo autores franceses, como en Los amantes engañados o Losfalsos recelos, Los esposos reunidos, La virtud premiada o El verdadero buen hijo y Los tres hermanos rivales. Así mismo, dramatiza en 1781 una versión de la tragedia alemana Codrus (1758) del barón de Cronegk, con el título Quedar triunfante el rendido y vencido el vencedor. Codro elateniense, que había sido traducida al francés en 1767 por el barón de Bielfeld. Sin embargo su preferido es el italiano Carlo Goldoni; así, en septiembre de 1784 estrena en el teatro de la Cruz la comedia en tres
actos La mujer más vengativa por unos injustos celos, traducción de La donna vindicativa de Goldoni. En septiembre de 1787, estrena en el coliseo del Príncipe la comedia en tres actos El viejo impertinente, que no tuvo buena aceptación, y traduce Sior Todero Brontolon, o sia, Il vecchio fastidioso de Goldoni, considerada una de las mejores comedias de
carácter del dramaturgo italiano. 
Muchos escritores ilustrados de la época, como Leandro Fernández de Moratín, Luciano Francisco Comella y Laviano, entre otros, le consideraban el principal responsable del mal gusto que imperaba en el teatro. Desde luego, fue muy envidiado como uno de los dramaturgos de mayor éxito popular del XVIII y uno de los más prolíficos: de 1777 a 1800 escribió más de cien piezas entre comedias (La buena madrastra, De un acaso nacen muchos, La restauración de Astorga por don Alfonso el Primero), introducciones y, sobre todo, sainetes, género este en que Emilio Palacios Fernández le considera un maestro. Entre los mejores figuran A pares las calabazas, El que la hace, que la pague, El celoso burlado, El asturiano aburrido, La tertulia extravagante o El novio casado). En este terreno llenó el vacío que dejó en Madrid a su muerte Ramón de la Cruz; pinta con pluma castiza ambientes y tipos populares de la época. Son pintorescos, pero sobre todo divertidos, por lo que fueron muy apreciados por el público.